# Human Kind Of
Human Kind Of è una webserie animata creata da Diana McCorry è stata presentata in anteprima il 16 settembre 2018, su Facebook Watch . 

## Premessa
Human Kind Of inizia quando Judy Reilly, un'adolescente nerd, scopre che suo padre estraneo era un extraterrestre e si rende conto che sopravvivere a un'adolescenza mezzo aliena sembra senza speranza. Ma con l'aiuto di una madre pericolosamente ottimista e Judy , la sua migliore amica ossessionata dai fumetti, è in grado di scoprire i suoi poteri, resistere ai bulli e inevitabilmente scoprire cosa la rende aliena e umana lungo la strada.

## Cast e personaggi

### Principale
- Michelle Trachtenberg nel ruolo di Judy Reilly
- Kate Berlant nel ruolo di Cory
- Jill Talley nel ruolo di Iris
- Zak Orth come Mr. Russo / Ethan / Dad / Eye Patch

### Ricorrente
- Jeremy Bent nel ruolo di The Man
- Jamie Loftus nel ruolo di Melissa
- Diana McCorry come GPS
- John Early come Callie / Mr. Jake
- Betsy Sodaro nel ruolo di Ms. Coward / Hungry Alien

## Episodi
| Stagione       | Episodi | Pubblicazione Usa | Pubblicazione Italia |
| -------------- | ------- | ----------------- | -------------------- |
| Prima stagione | 21      | 16 settembre 2018 | Inedito              |

## Produzione

### Sviluppo
Il 14 settembre 2018, è stato annunciato che Facebook Watch aveva dato alla produzione un ordine in serie per una prima stagione composta da ventuno episodi. 

### Casting
All'annuncio della serie, è stato confermato che la serie avrebbe caratterizzato le voci di Michelle Trachtenberg, Kate Berlant, Jill Talley, Zak Orth, John Early e Betsy Sodaro.